# Energia potencial
En física, l'energia potencial és l'energia que un objecte posseeix a causa de la seva posició en un camp de forces o que un sistema té a causa de la configuració de les seves parts. Els tipus d'energia potencial més comuns són l'energia potencial gravitatòria d'un objecte (que depèn de la seva posició vertical i de la seva massa), l'energia potencial elàstica d'una molla estesa i l'energia potencial elèctrica d'una càrrega en un camp elèctric. La unitat de mesura del Sistema Internacional d'Unitats per l'energia és el joule (J).
El terme «energia potencial» fou introduït per l'enginyer i físic escocès del segle xix William Rankine, encara que té relació amb el concepte del filòsof grec Aristòtil sobre la potencialitat. L'energia potencial s'associa amb les forces que actuen sobre un cos de tal manera que això només depèn de la posició del cos en l'espai; aquestes forces poden ser representades per un vector en qualsevol punt de l'espai formant el que es coneix com a camp vectorial de forces o camp de forces.
Si el treball d'un camp de forces que actua sobre un cos que es mou d'una posició inicial a una posició final queda determinat solament per aquestes dues posicions –i, per tant, no depèn de la trajectòria del cos– llavors existeix una funció anomenada energia potencial que pot ser avaluada a les dues posicions per determinar-ne el treball.